# Adromischus mammillaris
Adromischus mammillaris là một loài thực vật có hoa trong họ Crassulaceae. Loài này được (L.f.) Lem. miêu tả khoa học đầu tiên năm 1852.